# كينيث هولمبرغ
كينيث هولمبرغ (بالفنلندية: Kenneth Holmberg)‏ هو بروفيسور فنلندي، ولد في 26 مايو 1949.